# Argonautas
Os argonautas (em grego clássico: "Ἀργοναῦται Argonautai"), na mitologia grega, eram tripulantes da nau Argo que, segundo a lenda grega, foi até a Cólquida (actual Geórgia) em busca do Tosão de ouro (ou Velocino de ouro).
Usando informações astronómicas, a mitologia e a precessão dos equinócios, o cientista inglês Isaac Newton calculou a data do início da expedição como sendo o ano 939 a.C.: 2645 anos antes do início do ano 1690. ou 2627 anos antes. Já o padre e apologista cristão Jerônimo de Estridão (347-420) estima que a viagem ocorre por volta do ano 1270.
A saga dos argonautas descreve a perigosa expedição rumo a Cólquida em busca do Velocino de Ouro. Conta o mito que Éson havia sido destronado por Pélias, seu meio irmão. Seu filho Jasão, exilado na Tessália aos cuidados do centauro Quíron, retornou ao atingir a maioridade para reclamar ao trono que por direito lhe pertencia. Pélias então, que tencionava livrar-se do intruso, resolveu enviá-lo em busca do Velocino de Ouro, tarefa muito arriscada. Um arauto foi enviado por toda a Grécia a fim de agregar heróis que estivessem dispostos a participar da difícil empreitada. Dessa forma, aproximadamente cinquenta jovens se apresentaram, todos eles heróis de grande renome e valor. Cada um deles desempenhou na expedição uma função específica, de acordo com suas habilidades.
A Orfeu, por exemplo, que tinha o dom da música, coube a tarefa de cadenciar o trabalho dos remadores e de, principalmente, sobrepujar com sua voz, o canto das sereias que seduziam os navegantes. Argos, filho de Frixo, construiu o navio e por isso, em sua homenagem, a embarcação recebeu seu nome. Tífis, discípulo de Atena na arte da navegação, foi designado piloto. Morto na Bitínia, foi substituído por Ergino, filho de Posídon. Castor e Pólux, gêmeos filhos de Zeus e Leda, atraíram a proteção do pai durante a tempestade que a nau foi obrigada a enfrentar. Destacavam-se ainda entre os heróis: Admeto, filho do rei Feres; Ídmon e Anfiarau, célebres adivinhos; Teseu, considerado o maior herói grego; Hércules que não completou a expedição; Etálides, filho de Hermes que atuou como arauto; os irmãos Idas, Linceu, e Jasão, chefe e comandante da expedição.

## Principais argonautas

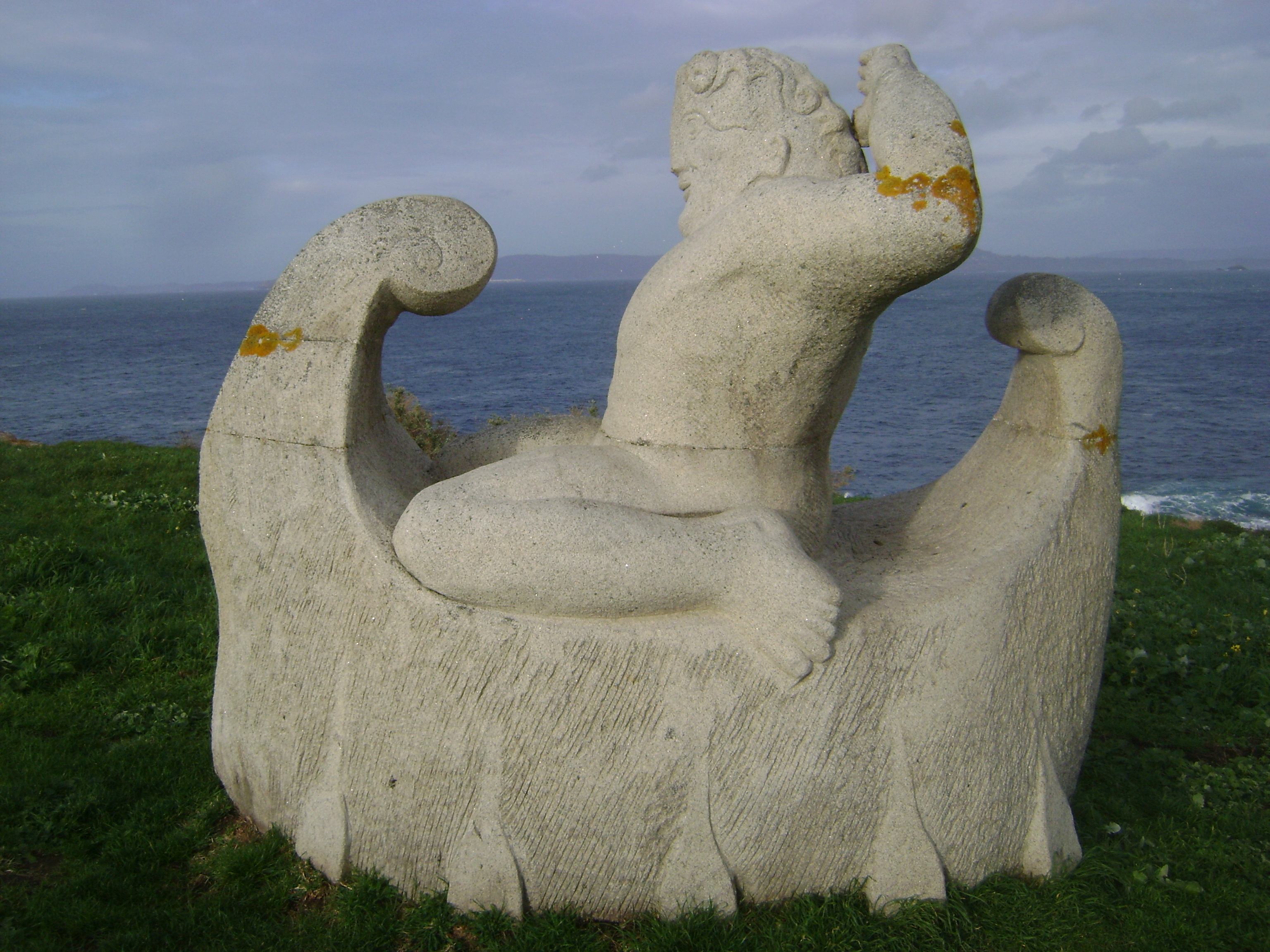
Esta obra fica perto da Torre de Hércules, (Corunha, Galiza, Espanha). Representa a Hércules no comando dos argonautas na procura do velocino de ouro.

Ao todo eram cinquenta argonautas. Os que ficaram conhecidos na literatura eram:
- Jasão, o nêmesis de Pélias;
- Acasto, primo de Jasão, filho de Pélias;
- Idmon, o adivinho, filho de Apolo;
- Castor e Pólux, os dióscuros (gêmeos filhos de Zeus);
- Calais semideus do vento, filhos de Bóreas;
- Zetes, irmão de Calais;
- Anfião; filho de Zeus e de Antíope;
- Etalides, filho do deus Hermes;
- Argos, o construtor do navio e seu piloto;
- Ascálafo, filho do deus Ares e rei de Orcomêno;
- Atalanta, mulher que tentou embarcar disfarçada de homem, mas foi descoberta por Jasão;
- Autólico, um ladrão filho do deus Hermes e avô materno de Ulisses;
- Laertes, pai de Ulisses;
- Butes, filho de Téleon;
- Equionte, filho de Hermes;
- Eufemo, filho de Posidão;
- Euríalo; filho de Mecisteu
- Héracles ou Hércules, filho de Zeus;
- Iolau, sobrinho de Hércules;
- Hilas, discípulo de Hércules;
- Poias, amigo de Hércules;
- Filoctetes, filho de Poias;
- Idas e Linceu, os gêmeos rivais de Castor e Pólux;
- Ileu, pai de Ájax;
- Meléagro;
- Orfeu, o poeta que desceu ao Tártaro, filho de Apolo e da musa Calíope;
- Peleu, pai de Aquiles;
- Télamon, irmão de Peleu;
- Nestor
- Palemon, o reparador, filho de Hefesto capaz de consertar praticamente tudo;
- Poriclimeno, filho de Posidão, que tinha o poder de se metamorfosear em qualquer animal marinho;
- Polifemo
- Talau, rei de Argos;
- Tífis, timoneiro que acabou morto durante a viagem;
- Anceu, timoneiro que revezava enquanto Tífis dormia;
- Ergino, timoneiro que revezava com Anceu e que substituíra Tífis, quando este morrera;
- Anfiarau, adivinho célebre;
- Admeto, filho do rei Feres;
- Teseu, matou o minotauro;
- Órion, gigante filho de Posidão, que se apaixonara por Ártemis
- Heitor; príncipe de Troia.
- Akílly, Filho do rei Feres.

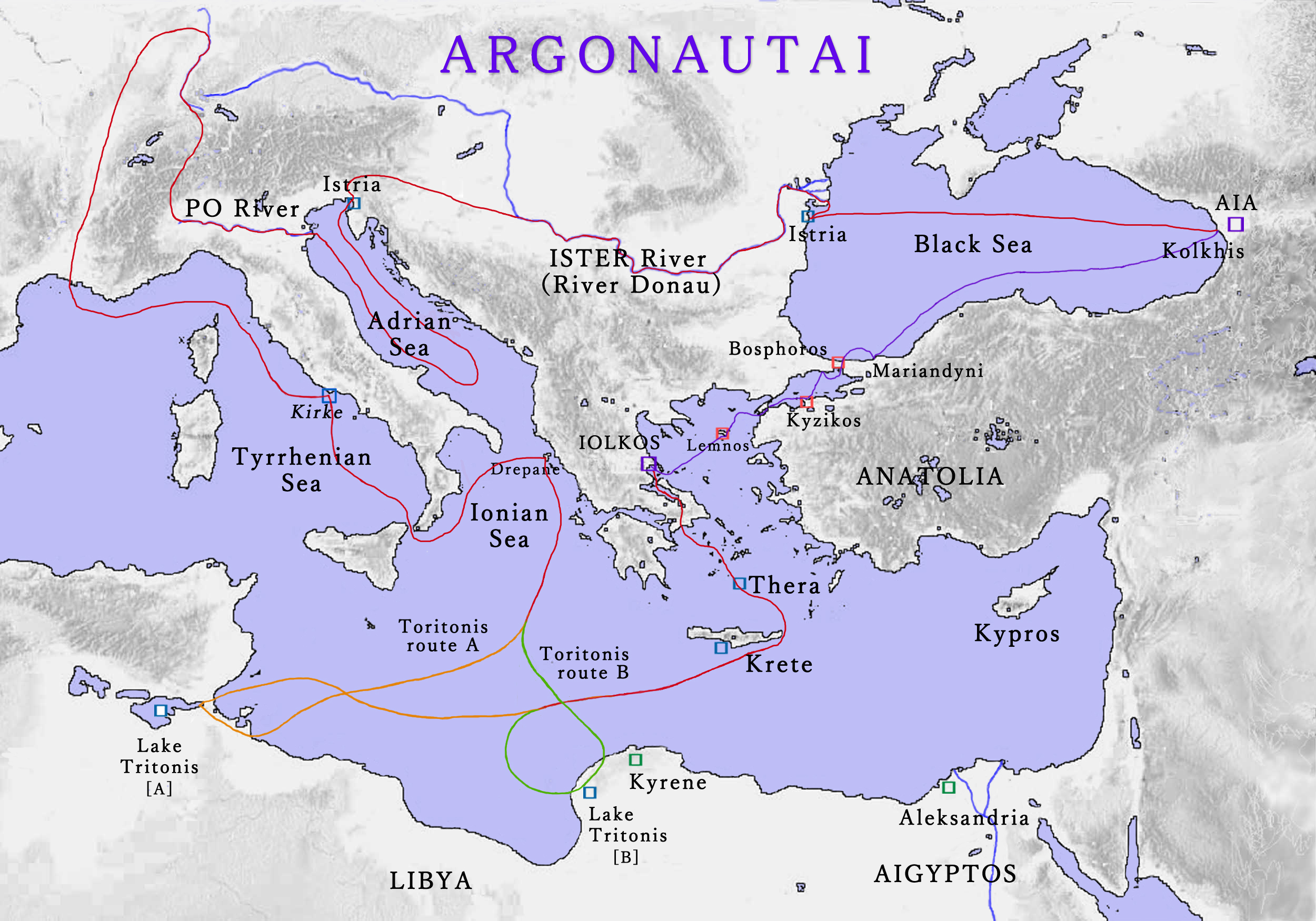
A rota da aventura dos argonautas

Em sua primeira escala, aportaram na ilha de Lemnos, habitada somente por mulheres. É que Afrodite, insultada por estas que lhe negavam culto, castigou-as com um cheiro insuportável de forma que seus maridos partiam em busca das escravas da Trácia. Movidas pelo ódio e pelo despeito, assassinaram seus esposos instalando na ilha uma espécie de república feminina, situação que perdurou até a chegada dos argonautas, que então lhes deram filhos.
Na ilha de Samotrácia, segunda escala do grupo se iniciaram nos mistérios dos Cabiros com o intuito de obter proteção contra naufrágios. A seguir, penetrando no Helesponto, mar onde caiu e morreu a jovem Heles, ancoraram na península da Propôntida, no país dos doliones, povo governado pelo rei Cízico. Foram ali recebidos com festas e honrarias e já se fazia noite quando os argonautas partiram para Mísia. Porém, foram obrigados a retornar devido a uma grande tempestade que se abateu sobre eles. Os doliones não reconheceram os argonautas por causa da escuridão da noite e, pensando tratar-se de invasores, atacaram. Instalou-se uma sangrenta batalha que se estendeu por toda a noite. Com o amanhecer, os vitoriosos tripulantes de Argo verificaram o triste engano. Jazia entre os mortos o rei Cízico, que foi enterrado por Jasão e seus companheiros com homenagens e magníficos funerais.

### Mísia

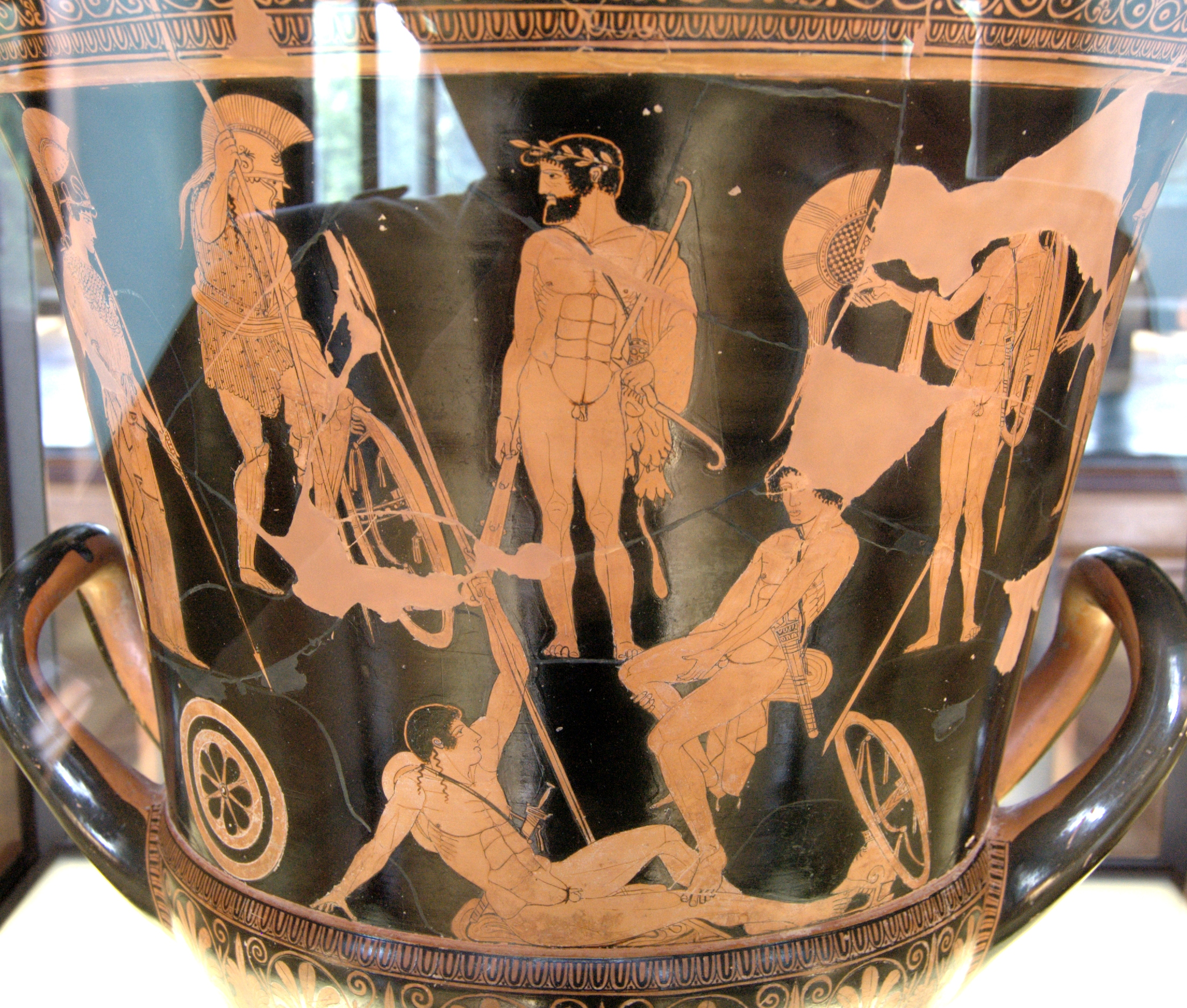
Héracles encontra os argonautas
Vaso ático de cerâmica de figuras vermelhas em Orvieto. Pintor dos Niobidi, 460-450 a.C. Museu do Louvre

Foi na Mísia que Héracles interrompeu sua viagem. É que Hilas, seu amigo predileto, tendo sido encarregado de buscar água numa fonte, foi capturado pelas ninfas que o arrastaram para as profundezas dos rios. Héracles voltava do bosque onde tinha ido buscar madeira para refazer seu remo partido quando tomou conhecimento de seu desaparecimento através de Polifemo, que tinha ouvido seus gritos de socorro. Saíram então os dois em busca do amigo varando a floresta durante a noite. Pela manhã, Argo partiu com menos três tripulantes a bordo, pois os dois também não retornaram: Polifemo fundou posteriormente naquelas terras a cidade de Cio, onde se fez rei e Héracles seguiu seu rumo de aventuras.

### Âmico, rei dos bébricios
Estranho hábito tinha o rei Âmico ao receber os visitantes que chegavam por suas terras. O rei dos bébricios, gigante filho de Posídon, os desafiava para a luta e em seguida os matava a socos. Lá chegando, os argonautas foram imediatamente provocados pelo rei que os instigava. Foi Pólux quem representou seus companheiros, aceitando o embate. Ao final da luta, venceu o gigante e como castigo fê-lo prometer que jamais importunaria novamente os estrangeiros que ali chegassem.

### Trácia e Ciâneas

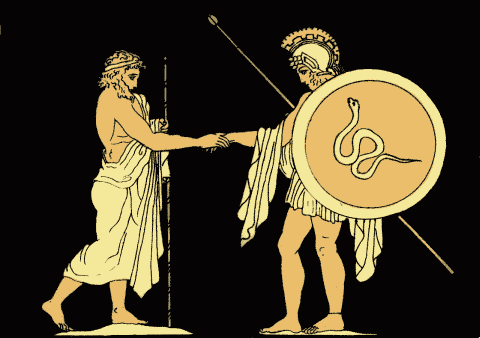
Pélias e Jasão

A expedição seguiu seu rumo e aportou na Trácia, onde reinava Fineu, o adivinho, que por suas crueldades tinha obtido a cegueira como castigo dos deuses. Vivia atormentado pelas harpias, monstros alados que perseguiam-no e roubavam todo seu alimento e por isso ofereceu ajuda aos argonautas caso estes concordassem em livrá-lo de tão grande desgraça. Calais e Zetes, filhos alados do vento Norte, Bóreas, foram os responsáveis por tal façanha. Atraíram as harpias com o odor delicioso de lauto banquete e depois, com suas espadas fatais cortando os ares, expulsaram dali definitivamente as perversas criaturas.
Conforme o combinado, Fineu revelou aos argonautas a maneira de evitar o perigo das Rochas Flutuantes. As Ciâneas ou Rochedos Azuis, também chamadas de Sindrômades ou Simplégades, eram dois recifes que se fechavam violentamente, esmagando qualquer coisa que entre eles se interpusesse. Disse-lhes que antes de por ali se aventurar, enviassem uma pomba. Se esta lograsse atravessar os rochedos, este seria o sinal de sucesso também para os marinheiros. O pássaro conseguiu atravessar as Simplégades, muito embora, ao se fecharem, as Ciâneas cortaram as pontas de suas penas maiores. Igual sorte teve Argo, que conseguiu ultrapassar o obstáculo com apenas uma leve avaria na popa. Ao passarem pelas terras dos mariandinos, os argonautas sofreram ainda duas perdas: Tifis, o piloto, e Ídmon, o adivinho, morto por um javali durante uma caçada.

### Chegada à Cólquida
Chegaram enfim à Cólquida, reino de Eetes, onde cabia a Jasão a tarefa mais árdua: capturar o Velo de Ouro. Medeia, filha do rei e conhecida por suas habilidades na arte da feitiçaria, apaixonou-se perdidamente pelo chefe da expedição e por isso, não mediu esforços para auxiliá-lo nas árduas tarefas que o rei impôs como condição para entregar-lhe o talismã.
Jasão tirou proveito dos feitiços e encantamentos da feiticeira e sem esforço partiu da Cólquida levando consigo o Velo de Ouro. Os argonautas ainda passaram por alguns percalços mas enfim chegaram a seu destino final onde entregaram a Pélias o velocino. Jasão partiu para Corinto, onde consagrou a embarcação ao deus Posídon.

## Críticas
Jerônimo de Estridão, ao compor uma tabela com a cronologia da Bíblia, da mitologia grega e dos documentos históricos disponíveis à sua época (o Chronicon), critica alguns dados relativos à história dos argonautas, por causa de incoerências cronológicas: Estas coisas aconteceram, que são ditas a respeito da Esfinge, de Édipo, e dos argonautas, dentre os quais estavam Héracles, Castor e Pólux. Entretanto, se Castor e Pólux eram argonautas, então como é possível crer que Helena fosse sua irmã, já que vários anos depois ela foi levada por Teseu, sendo virgem? (...)

## Obras relacionadas
A lenda foi relatada por Apolónio de Rodes, em seu poema épico A Argonáutica (ou Os Argonautas - c. 250 a.C.), cuja tradução em português diretamente do grego foi feita por José Maria da Costa e Silva, em 1852.
Na literatura brasileira os argonautas estão representados no livro de Anna Flora A República dos Argonautas. Lá, os heróis gregos também partem para uma grande viagem em busca do velo de ouro com muita coragem e fé. Ao longo do livro os Argonautas são representados de uma forma metafórica, representando pessoas que vão em busca de seus ideais, não desistem e muito menos tem medo, sempre andando de cabeça erguida.